# Susanne Mahlmeister
Susanne Mahlmeister (* 1952 in Berlin; † 2000) war eine deutsche Fotografin, Bildhauerin und Malerin.

## Leben

### Werdegang
Susanne Mahlmeister beendete 1970 die Schule mit dem Abschluss der Mittleren Reife.
Von 1970 bis 1972 besuchte sie die Werkkunstschule (siehe Kunstgewerbe- und Handwerkerschule (Berlin)) und die Modeakademie Berlin; dem folgte von 1972 bis 1978 ein Besuch der Hochschule der Künste Berlin bei Dietmar Lemcke und Raimund Girke, dessen Meisterschülerin sie 1977 wurde.
Sie hielt sich 1976 für einen dreimonatigen Aufenthalt in der Türkei auf und beteiligte sich bei einem Festival mit Wandmalereien.
1978 war sie, unterstützt durch ein Stipendium des Deutsch-Französischen-Jugendwerkes, für sechs Monate in Frankreich und arbeitete in Paris und Bordeaux; im darauffolgenden Jahr war sie mithilfe des Deutschen Akademischen Austauschdienstes für zehn Monate in New York und studierte als Stipendiat an der School of Visual Arts bei Joseph Kosuth sowie Carter Ratcliff (* 1941), hier führte sie erste Arbeiten im Außenraum durch.
Von 1979 bis 1980 wurde sie durch die Schmidt-Rottluff-Stiftung gefördert und erhielt 1981 ein halbjährliches Stipendium für die Cité Internationale des Arts Paris in Paris.
1984 verbrachte sie ein weiteres Jahr in New York im Rahmen des P.S.1-Stipendiums der Stadt Berlin.
Sie erhielt 1983 ein Arbeitsstipendium für ein Jahr von der Stiftung Kulturfonds.
Susanne Mahlmeister lebte freischaffend, gemeinsam mit ihrem Lebensgefährten, dem Bildhauer Peter Werner († 1999), in Berlin und nutzte gelegentlich die Pankehallen für ihre raumgreifenden Installationen.

### Künstlerisches Wirken
Nach einer klassischen Ausbildung, in der vor allem großformatige fotorealistische Bilder in Riesenformaten entstanden, an denen sie bis zu 6 Monaten arbeitete, befriedigten Susanne Mahlmeister nach kurzer Zeit diese Möglichkeiten nicht mehr, und sie löste sich von ihnen bis zum totalen Bruch.
Sie beschäftigte sich seit 1979 mit der Darstellung von Raum und Strecke durch das Maß. Es ging ihr hierbei um die Umsetzung formaler Probleme im Raum, die sie in einen konzeptuellen Bereich führte; ihre geistigen Wurzeln hatte sie dabei in der Kunst von Ljubow Sergejewna Popowa gefunden. Seit dieser Zeit untersuchte sie vorgefundene und ausgewählte Räumlichkeiten auf ihre, den Raum im Wesentlichen bestimmenden Punkte wie Licht, besondere Architekturelemente sowie Maßverhältnisse und markierte diese als Fotozeichnung entsprechend. Die Zeichnungen dienten ihr als konzeptueller Vorschlag einer Neuformulierung der gegebenen Räume sowie als Markierung einer vor Ort durchführbaren Installation mit verschiedenen Materialien, bedingt durch unterschiedliche Raumkonzepte.
Während eines achtmonatigen Studienaufenthaltes in New York wurde mir bewusst, wie sehr die räumliche Wahrnehmung mit Maß und Messen verbunden ist, und nicht zuletzt abhängig ist von erlernten Maßsystemen, die wieder um eine Wirkung auf die Wahrnehmung der Form haben. Mit den ersten Arbeiten zu diesem Thema habe ich versucht, den sinnlich erfahrbaren Unterschied zwischen den beiden bestehenden Maßsystemen Meter und amerikanischem Fuß-Zoll System in der Strecke, Fläche aufzuzeigen, das rationale, universale Maß (der vierzigmillionste Teil des Erdumfanges) dem auf den menschlichen Körper bezogenen Fuß-Zoll-System gegenüberzustellen... Die enorm hohen Werte, die sich bei der Umrechnung vom metrischen ins Fuß-Zoll-System ergeben (z. B. 100 m² = 1076 sq. ft.), führten dazu, daß Maß als Masse, einer Vielfalt an Formen zu untersuchen. Auf das Irrationale eines Maßes hinzuweisen, das Maß (egal in welcherlei Maß gemessen) infrage zu stellen, eine neue sinnliche Wahrnehmung herauszuarbeiten, durch einfaches Aufzählen aller möglichen Formen eines bestimmten, von mir ausgewählten Maßes...
Dem Betrachter von Susanne Mahlmeisters Arbeiten wurde sein Formempfinden und seine räumliche Orientierung tatsächlich sichtbar gemacht, gleichzeitig aber auch die Absurditäten und Irritationen seiner Wahrnehmung. Ihre Arbeiten ließen sich nur schwer fotografieren, da die fotografische Verzerrung beispielsweise eines gestapelten Blocks von rechteckigen Spanplatten zu einem Trapez noch für zusätzliche Verwirrung sorgte.
Sie lieferte zu allen ihren Arbeiten Texte, die für das Verständnis einer Arbeit unentbehrlich waren, da ansonsten die inhaltliche Konzeption nicht deutlich wurde. Sie benutzte den Konstruktivismus jedoch als verfügbaren und aufgearbeiteten Fundus, lotete seine Möglichkeiten weiter aus und kam daher zu ganz neuen Ergebnissen.

## Ausstellungen
- 1981: 2. Ausstellung der Jürgen-Ponto-Stiftung zur Förderung junger Künstler 1981. Otto Boll, Georg Ettl, Wolfgang Finck, Ioan Iacob, Susanne Mahlmeister, Helmut Middendorf, Mechthild Nemiczek, Rainer Noerres. Jürgen-Ponto-Stiftung in Berlin[4].
- 10. Juni 1989 bis 5. August 1989: Monumente Paris. In: Wewerka Galerie, Berlin (siehe Michael Wewerka)[5].
- 1991: Außerhalb von Mittendrin. Eine Ausstellung in den Räumen des Neuen Kunstquartiers im TIB Berlin[6].
- 14. August 2020 bis 4. Januar 2021. Gezeichnete Stadt. In: Berlinische Galerie, Berlin[7].

## Ehrungen und Auszeichnungen
1981 erhielt Susanne Mahlmeister den 1. Preis der Tetra-Pak-Kunstförderung.
Sie erhielt 1987 den Kunstpreis der Böttcherstraße in Bremen und 1988 den Förderungspreis des Kunstpreises Berlin.

## Werke (Auswahl)
- Verdeckung II. 1975[9].
- 12 Speere der Sonne entgegen geworfen – 12 Speere der Sonne hinterhergeworfen (1985) im Britzer Garten in Berlin[10].
- Progression IV. 1988[11].
- Imagination in der Charité Frauenklinik in Berlin[12][13].
- Monumente. 1991[14].
- Schloß Charlottenburg Berlin. 1991[15].

## Schriften (Auswahl)
- Susanne Mahlmeister; Peter Werner: Arbeiten 1979–1982. Berlin: Neuer Berliner Kunstverein, 1982.